# Радован (скульптор)

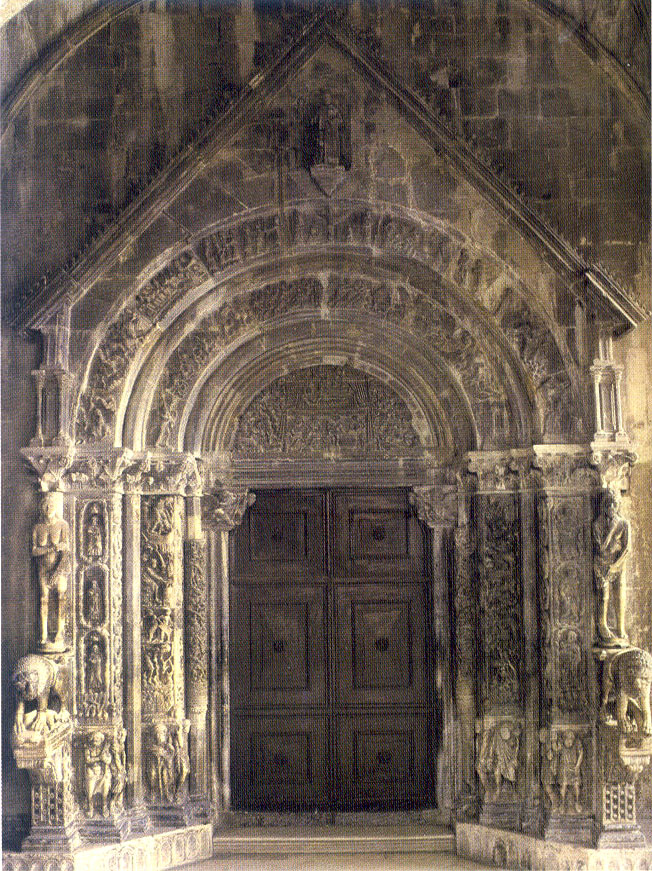
Портал Трогірського собору

Радован (лат. Raduan), якого також називають Маестро Радован або навіть Радовано, або нарешті Маестро Радовано (Трогір, 13 століття - 13 століття), ймовірно, народився в Трогірі в Далмації, був далматинським скульптором та архітектором, який жив у 13 столітті.

## Біографія
Життя майстра Радована абсолютно невідоме, воно залишається загадковим. Отже, все, що можна дізнатись, походить виключно з його творів, серед яких виділяється знаменитий портал романського собору Сан-Лоренцо в Трогірі, який вважається одним з найвищих творів мистецтва в Далмації. Цей портал - серед іншого - єдине творіння, яке, безумовно, приписується Радованові, завдяки напис латинською мовою у верхній люнеті, який говорить:
«Fundatur valve post partum virginis alme per / Raduanum cunctis hac arte preclarum ut patet ex ipsis / sculpturis et ex anagliphis anno milleno duceno bisque / viceno prelate Tuscano Floris ex urbe Treguano»
Тому ім’я автора - Радован (Радуан)  - 1240 рік - та ім’я флорентійського єпископа Трегуано, який замовив будівництво церкви приблизно століттям раніше.

## Роботи
Три рельєфи, вбудовані в стіни дзвіниці собору в Спліті, що представляють Благовіщення Марії та Різдво Ісуса, приписуються або юнацькій руці Радовано (1212-1220), або його школі, або нарешті Бувіна, сучасник, але, мабуть, старший за Радована.

## Портал Трогірського собору
Потужна і надзвичайно складна робота, вона має двох левів на зовнішніх стовпах, які виходять назовні зі своїх полиць. Над ними статуї Адама та Єви, над і поруч яких низка фігур, обгорнутих виноградною лозою та акантом: планети, місяці року, роботи людини, різних тварин та деякі зображення ігор.
Дуалізм між виноградною лозою та акантом, що представляє скромність та гордість середньовічної символіки, свідчить про те, що Радован хотів представити таємницю життя в цілому, небезпеки людства, що впали після первородного гріха, можливість спасіння через віру (символізується Апостолfvb) і через послух Богу (представлений святими покровителями).
Традиційно вважається, що майстер самостійно зобразився у фігурі старого в дверній рамі.
Критики виділили низку форм ломбардського та венеціанського натхнення, припускаючи вплив Антеламі.

## Інші проєкти
- Wikimedia Commons [Архівовано 10 серпня 2019 у Wayback Machine.] contiene immagini o altri file su Radovan